# 美環
美環は、日本のコスプレイヤー。バイク雑誌、バイク用品店でのイベントなどに出演しており、自身もライダーである。

## 人物

### 特技
- バイク[3][4]
- フィギュア製作[1][2]

### 趣味
- コスプレ[1][2][3][4][5][6]
- アニメ鑑賞
- サバゲー

### 資格
- 大型自動二輪免許

## 出演

### ラジオ
- NIKKEI RN2 ライダーズ - ゲスト出演

### WEB連載
- バイクブロス
- オートバイ & RIDE

### コスプレ

#### ゲーム
- ブレイブファンタジア - 猫神剣の騎士ミカン 役
- フローラル・フローラブ - 美鳩 夏乃 役
- 金色ラブリッチェ - シルヴィア 役
- 宿星のガールフレンド - 上泉 夕里 役

#### アニメ
- フレームアームズ・ガール - 源内あお / バーゼラルド 役

#### 映画
- モンスターストライク THE MOVIE はじまりの場所へ - 若葉 皆実 役

### 雑誌
- モトメンテナンス（バイクブロス）
- 二輪生活（バイクブロス）
- アウトライダー（バイクブロス）
- オートバイ（モーターマガジン社）
- ADVenture's 2018（モーターマガジン社）
- レディスバイク（クレタ）
- コスプレイモード（株式会社 シムサム・メディア）
- 月刊ホビージャパン（ホビージャパン）
- 月刊アームズマガジン（ホビージャパン）

### イベント
- 東京オートサロン 2018 KTC ブース[7]
- 東京モーターサイクルショー2018 モーターマガジン社ブース
- 電気外祭り 2018 SUMMER SAGA PLANETS ブース
- コミックマーケット93 ブレファンコスプレ
- コミックマーケット94 みなとそふとブース
- 2りんかんカフェ
- character1 2018 SAGA PLANETS ブース
- 台湾モーターサイクルショー2018 モーターマガジン社ブース
- 海楽フェスタ マックスファクトリーブース
- ワンダーフェスティバル 2017（冬・夏）2018（冬）月刊工具ステージ
- デジタル原型ステージ・ワンフェス 2017（夏）2018（冬）[1][2]
- モーターファンフェスタ2019[3][4]
- ニコニコ超会議2019[8]
- 2019 TSUKUBA DRIFT[5][6]

### 舞台
- そして犬神家はいなくならない[9]